# Joseph Bates
Joseph Bates (Rochester, 8 de julho de 1792 — Battle Creek, 19 de março de 1872) foi um marinheiro e ministro evangélico norte-americano. É considerado um dos pioneiros e fundadores da Igreja Adventista do Sétimo Dia. 

## Vida e Trabalho

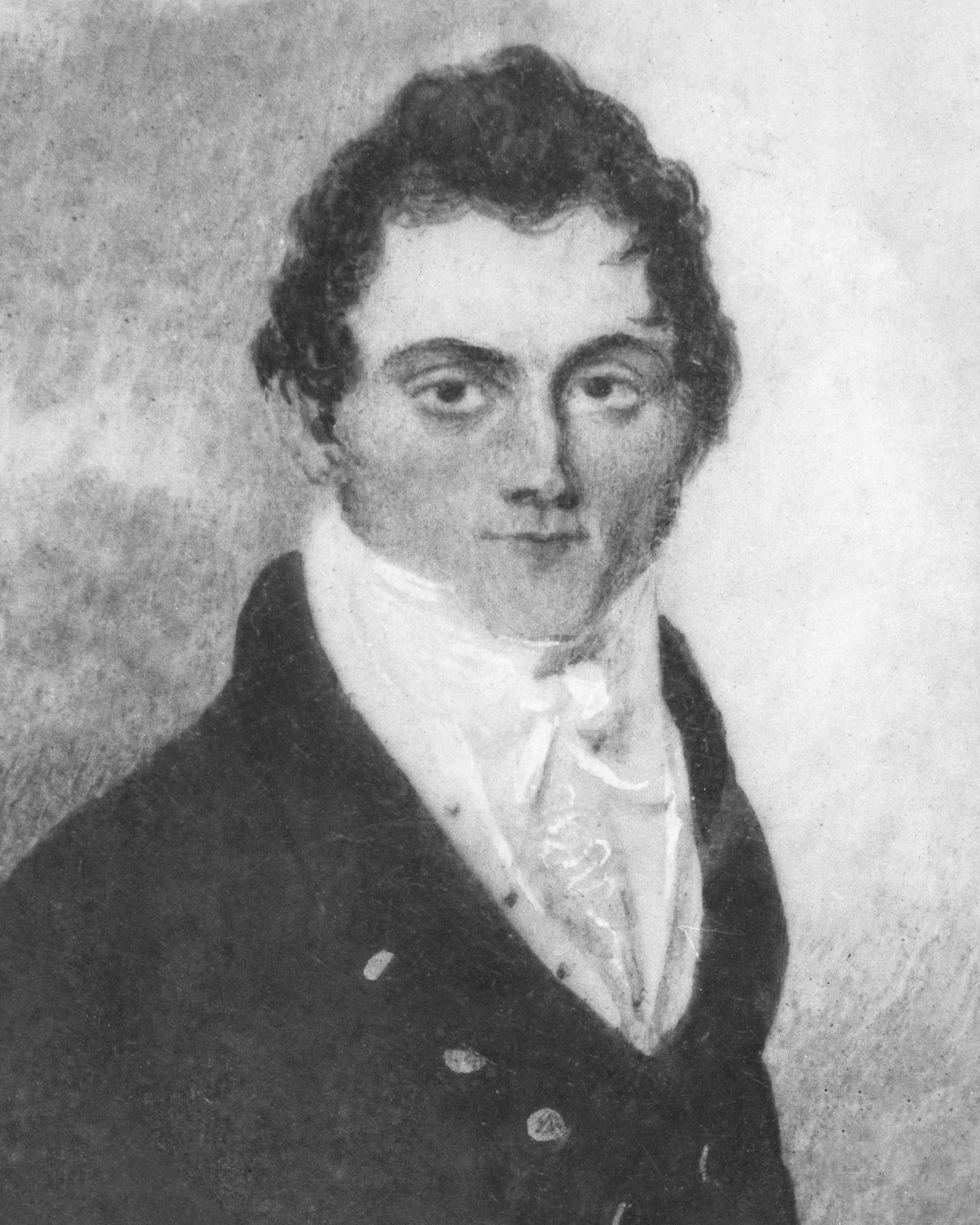
Retrato de Joseph Bates com cerca de 26 anos de idade

Joseph Bates nasceu em Rochester, Massachusetts, em 8 de julho de 1792. Seu pai, também chamado Joseph, foi voluntário na Guerra Revolucionária Americana, e sua mãe era filha de Barnabas Nye, de Sandwich, Massachusetts. Em 1793, a família de Bates mudou-se para a parte de New Bedford, Massachusetts, que se tornaria a cidade de Fairhaven em 1812.
Em junho de 1807, Bates navegou como grumete no novo navio comandado por Elias Terry, chamado Fanny, para Londres via Nova York. Esse foi o início da carreira de marinheiro de Bates. Em 1811, Bates foi forçado à servidão pela marinha britânica e passou um tempo como prisioneiro durante a Guerra de 1812. Após sua libertação, continuou sua carreira, eventualmente tornando-se capitão de um navio.
Durante uma de suas viagens, ele leu uma cópia da Bíblia que sua esposa havia empacotado para ele. Ele passou por uma conversão e se envolveu em várias reformas, incluindo ajudar a fundar uma das primeiras sociedades de temperança. Bates ficou perturbado pela maneira como os marinheiros, independentemente de sua religião, eram forçados a participar de serviços anglicanos. Mais tarde na vida, tornou-se um defensor veemente da separação entre igreja e estado. Ele também foi um forte apoiador da abolição.
Em sua vida cotidiana como marinheiro, ele observou a intemperança dos marinheiros e os efeitos colaterais resultantes. Muitos desses problemas advinham de rações inadequadas, mas muitos eram resultado da indulgência excessiva dos homens. Ele tornou-se um defensor incansável da reforma de saúde; abstendo-se de álcool, tabaco e cafeína, chegando até a se tornar vegetariano. Em 1839, ele aceitou os ensinamentos de William Miller, de que Jesus estava voltando em breve.

## Conversão

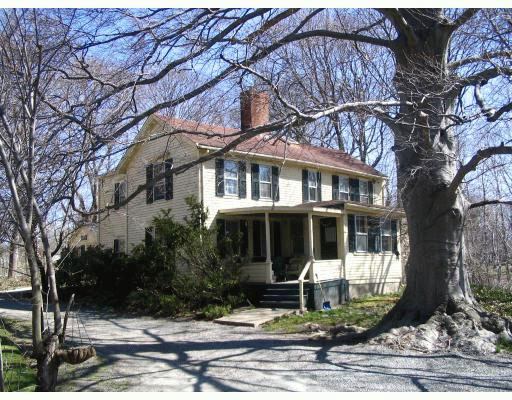
Casa de Joseph Bates, fotografada em 2005

Joseph Bates voltou à vida civil em 1828 com uma pequena fortuna. Ele se envolveu na causa abolicionista e era conhecido como um homem destemido e de convicção. Bates estava trabalhando para adquirir uma propriedade para uma escola industrial, quando aceitou as opiniões de William Miller em conexão com a breve volta de Cristo. Em mais ou menos um ano, o capitão aposentado se tornou um respeitado evangelista e líder espiritual entre os adventistas. Ele presidiu uma das primeiras associações de adventistas. 

## Doutrinas do sábado e do dia de repouso

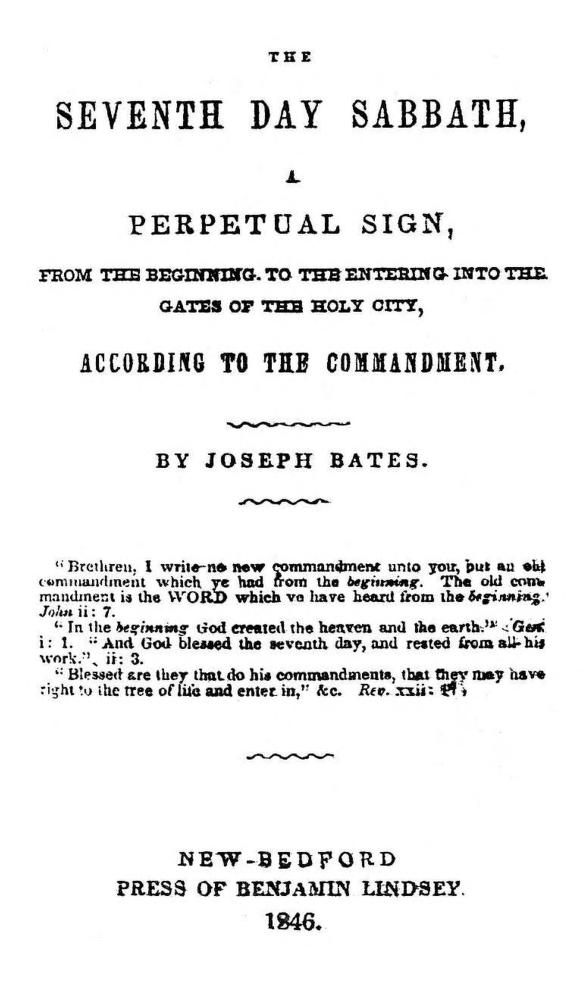
Primeira edição de The Seventh Day Sabbath, a Perpetual Sign.

Na primeira parte de 1845, Bates aprendeu sobre o sétimo dia como o sábado bíblico. Ele visitou Washington, New Hampshire, onde um grupo de adventistas começaram a observar o sétimo dia. Fortalecida por essa experiência, veio a ser chamado o apóstolo da "recém" descoberta doutrina. Em 1846 ele publicou um livreto de 48 páginas sobre o assunto. Bates estava presente nas conferências "sabáticas" em 1848, onde importantes ensinamentos bíblicos foram descobertos pelos Adventistas do sábado da mina de ouro das Escrituras.  

## Livros escritos
- The Opening Heavens Or, A Connected View of the Testimony of the Prophets and Apostles (1846)
- The Seventh Day Sabbath: A Perpetual Sign from the Beginning to the Entering Into the Gates (1846, revised edition 1847)
- Second Advent Way Marks and High Heaps (1847)
- A Word to the "Little Flock" (1847, with James and Ellen White)
- A Vindication of the Seventh-Day Sabbath and the Commandments of God (1848)
- A Seal of the Living God (1849)
- An Explanation of the Typical and Anti-Typical Sanctuary (1850)
- The Autobiography of Elder Joseph Bates (1868)

## Seus últimos anos
O capitão era o membro mais respeitado dos ex-pioneiros da Igreja Adventista e se tornou o primeiro presidente de uma Associação local dos Adventistas do Sétimo Dia (Michigan, 1861). Ele viveu até uma idade muito avançada. Uma das razões da sua força física, apesar dos muitos sacrifícios de sua vida foi, certamente graças à sua dieta. Ele organizou uma das primeiras sociedades de temperança nos Estados Unidos. Joseph Bates morreu em 19 de março de 1872 em Battle Creek, Michigan e está enterrado no Cemitério de Poplar Hill em Monterey, Califórnia.